# Saison 1991-1992 des Celtics de Boston
La saison 1991-1992 des Celtics de Boston est la 46e saison de la franchise américaine de la National Basketball Association (NBA).
Cette saison est marquée par la treizième et dernière saison pour l'ailier All-Star, Larry Bird, qui rate près de la moitié des matchs de la saison en raison d’une blessure au dos. Cependant, il réalise une belle performance de 49 points contre les Trail Blazers de Portland. C’était le plus grand nombre de points inscrits par Bird depuis le 15 février 1988, avec le même total contre les Suns de Phoenix. Bird est aussi sélectionné pour le NBA All-Star Game avec Reggie Lewis, mais ne joue pas en raison d’une blessure.
Au début de la saison, les Celtics échangent Brian Shaw au Heat de Miami pour récupérer Sherman Douglas. Les Celtics terminent la saison avec un bilan de 51-31 et remportent le titre de la Division Atlantique.
Dans les playoffs, les Celtics éliminent les Pacers de l'Indiana en trois matchs lors du premier tour, mais s'inclinent face aux Cavaliers de Cleveland dans une série de 7 matchs en demi-finale de conférence.

## Draft
| Tour | Rang | Joueur   | Position | Nationalité | Provenance     |
| ---- | ---- | -------- | -------- | ----------- | -------------- |
| 1    | 24   | Rick Fox | SF       | Canada      | North Carolina |

## Classements de la saison régulière
| Conférence Est | Conférence Est         | Conférence Est | Conférence Est | Conférence Est |
| No             | Franchise              | Vic.           | Déf.           | PCT            |
| -------------- | ---------------------- | -------------- | -------------- | -------------- |
| 1              | Bulls de Chicago C     | 67             | 15             | 81.7           |
| 2              | Celtics de Boston      | 51             | 31             | 62.2           |
| 3              | Cavaliers de Cleveland | 57             | 25             | 69.5           |
| 4              | Knicks de New York     | 51             | 31             | 62.2           |
| 5              | Pistons de Détroit     | 48             | 34             | 58.5           |
| 6              | Nets du New Jersey     | 40             | 42             | 48.8           |
| 7              | Pacers de l'Indiana    | 40             | 42             | 48.8           |
| 8              | Heat de Miami          | 38             | 44             | 46.3           |
|                |                        |                |                |                |
| 9              | Hawks d'Atlanta        | 38             | 44             | 46.3           |
| 10             | 76ers de Philadelphie  | 35             | 47             | 42.7           |
| 11             | Bucks de Milwaukee     | 31             | 51             | 37.8           |
| 11             | Hornets de Charlotte   | 31             | 51             | 37.8           |
| 13             | Bullets de Washington  | 25             | 57             | 30.5           |
| 14             | Magic d'Orlando        | 21             | 61             | 25.6           |

| Division Atlantique   | V  | D  | PCT  | GB |
| --------------------- | -- | -- | ---- | -- |
| Celtics de Boston     | 51 | 31 | 62.2 | -  |
| Knicks de New York    | 51 | 31 | 62.2 | -  |
| Nets du New Jersey    | 40 | 42 | 48.8 | 11 |
| Heat de Miami         | 38 | 44 | 46.3 | 13 |
| 76ers de Philadelphie | 35 | 47 | 42.7 | 16 |
| Bullets de Washington | 25 | 57 | 30.5 | 26 |
| Magic d'Orlando       | 21 | 61 | 25.6 | 30 |

## Effectif
| Numéro | Joueur           | Position | Provenance                  |
| ------ | ---------------- | -------- | --------------------------- |
| 00     | Robert Parish    | C        | Centenary (LA)              |
| 4      | Larry Robinson   | SG       | Centenary (LA)              |
| 5      | John Bagley      | PG       | Boston College              |
| 7      | Dee Brown        | PG       | Jacksonville University     |
| 8      | Kenny Battle     | SG       | Northern Illinois, Illinois |
| 11     | Stojko Vranković | C        |                             |
| 12     | Kevin Pritchard  | PG       | Kansas                      |
| 20     | Sherman Douglas  | PG       | Syracuse                    |
| 32     | Kevin McHale     | PF       | Minnesota                   |
| 33     | Larry Bird       | SF       | Indiana State University    |
| 34     | Kevin Gamble     | SF       | Iowa                        |
| 35     | Reggie Lewis     | SG       | Northeastern University     |
| 41     | Tony Massenburg  | PF       | Maryland                    |
| 44     | Rick Fox         | SF       | UNC                         |
| 53     | Joe Kleine       | C        | Notre Dame, Arkansas        |
| 54     | Ed Pinckney      | PF       | Villanova                   |

## Playoffs

### Premier tour
(2) Celtics de Boston vs. (7) Pacers de l'Indiana : Boston remporte la série 3-0
- Game 1 @ Boston Garden, Boston : Boston 124-113 Indiana
- Game 2 @ Boston Garden, Boston : Boston 119-112 Indiana (OT)
- Game 3 @ Market Square Arena, Indianapolis : Boston 102-98 Indiana

### Demi-finale de conférence
(2) Celtics de Boston vs. (3) Cavaliers de Cleveland : Boston s'incline dans la série 3-4
- Game 1 @ The Coliseum, Richfield : Cleveland 101-76 Boston
- Game 2 @ The Coliseum, Richfield : Boston 104-98 Cleveland
- Game 3 @ Boston Garden, Boston : Boston 110-107 Cleveland
- Game 4 @ Boston Garden, Boston : Cleveland 114-112 Boston (OT)
- Game 5 @ The Coliseum, Richfield : Cleveland 114-98 Boston
- Game 6 @ Boston Garden, Boston : Boston 122-91 Cleveland
- Game 7 @ The Coliseum, Richfield : Cleveland 122-104 Boston

## Statistiques

### Saison régulière
| Joueur           | MJ | MC | MPG  | FG%  | 3P%  | FT%   | RPG | APG | SPG | BPG | PPG  |
| ---------------- | -- | -- | ---- | ---- | ---- | ----- | --- | --- | --- | --- | ---- |
| John Bagley      | 73 | 59 | 23.9 | .441 | .238 | .716  | 2.2 | 6.6 | 0.8 | 0.1 | 7.2  |
| Kenny Battle     | 8  | 0  | 5.8  | .750 |      | 1.000 | 1.1 | 0.0 | 0.1 | 0.0 | 1.8  |
| Larry Bird       | 45 | 45 | 36.9 | .466 | .406 | .926  | 9.6 | 6.8 | 0.9 | 0.7 | 20.2 |
| Dee Brown        | 31 | 20 | 28.5 | .426 | .227 | .769  | 2.5 | 5.3 | 1.1 | 0.2 | 11.7 |
| Sherman Douglas  | 37 | 0  | 17.7 | .455 | .111 | .680  | 1.5 | 4.1 | 0.6 | 0.2 | 7.3  |
| Rick Fox         | 81 | 5  | 19.0 | .459 | .329 | .755  | 2.7 | 1.6 | 1.0 | 0.4 | 8.0  |
| Kevin Gamble     | 82 | 77 | 30.4 | .529 | .290 | .885  | 3.5 | 2.7 | 0.9 | 0.5 | 13.5 |
| Rickey Green     | 26 | 0  | 14.1 | .447 | .250 | .722  | 0.9 | 2.6 | 0.7 | 0.0 | 4.1  |
| Joe Kleine       | 70 | 3  | 14.2 | .491 | .500 | .708  | 4.2 | 0.5 | 0.3 | 0.2 | 4.7  |
| Reggie Lewis     | 82 | 82 | 37.4 | .503 | .238 | .851  | 4.8 | 2.3 | 1.5 | 1.3 | 20.8 |
| Tony Massenburg  | 7  | 0  | 6.6  | .444 |      | .500  | 1.3 | 0.0 | 0.0 | 0.1 | 1.4  |
| Kevin McHale     | 56 | 1  | 25.0 | .509 | .000 | .822  | 5.9 | 1.5 | 0.2 | 1.1 | 13.9 |
| Robert Parish    | 79 | 79 | 28.9 | .535 |      | .772  | 8.9 | 0.9 | 0.9 | 1.2 | 14.1 |
| Ed Pinckney      | 81 | 36 | 23.7 | .537 | .000 | .812  | 7.0 | 0.8 | 0.9 | 0.7 | 7.6  |
| Kevin Pritchard  | 11 | 0  | 12.4 | .471 | .000 | .778  | 1.0 | 2.7 | 0.3 | 0.4 | 4.2  |
| Larry Robinson   | 1  | 0  | 6.0  | .200 |      |       | 2.0 | 1.0 | 0.0 | 0.0 | 2.0  |
| Brian Shaw       | 17 | 3  | 25.6 | .427 | .000 | .875  | 4.1 | 5.2 | 0.7 | 0.6 | 10.3 |
| Stojko Vranković | 19 | 0  | 5.8  | .469 |      | .583  | 1.5 | 0.3 | 0.0 | 0.9 | 1.9  |

### Playoffs
| Joueur           | MJ | MC | MPG  | FG%   | 3P%  | FT%   | RPG | APG | SPG | BPG | PPG  |
| ---------------- | -- | -- | ---- | ----- | ---- | ----- | --- | --- | --- | --- | ---- |
| John Bagley      | 10 | 10 | 30.8 | .442  | .250 | .703  | 2.7 | 8.5 | 0.9 | 0.1 | 11.1 |
| Larry Bird       | 4  | 2  | 26.8 | .500  | .000 | .750  | 4.5 | 5.3 | 0.3 | 0.5 | 11.3 |
| Dee Brown        | 6  | 0  | 20.0 | .500  | .000 | .667  | 2.0 | 5.2 | 0.2 | 0.7 | 8.0  |
| Sherman Douglas  | 6  | 0  | 10.8 | .360  | .000 | .500  | 0.7 | 1.7 | 0.0 | 0.0 | 3.2  |
| Rick Fox         | 8  | 0  | 8.4  | .478  | .500 | 1.000 | 0.8 | 0.5 | 0.3 | 0.3 | 3.6  |
| Kevin Gamble     | 10 | 10 | 33.5 | .473  | .000 | .800  | 4.2 | 2.3 | 1.2 | 0.6 | 13.6 |
| Joe Kleine       | 9  | 0  | 9.1  | .409  | .000 | 1.000 | 2.4 | 0.1 | 0.0 | 0.1 | 2.2  |
| Reggie Lewis     | 10 | 10 | 40.8 | .528  | .333 | .762  | 4.3 | 3.9 | 2.4 | 0.8 | 28.0 |
| Kevin McHale     | 10 | 0  | 30.6 | .516  | .000 | .795  | 6.7 | 1.3 | 0.5 | 0.5 | 16.5 |
| Robert Parish    | 10 | 10 | 33.5 | .495  |      | .714  | 9.7 | 1.4 | 0.7 | 1.5 | 12.0 |
| Ed Pinckney      | 10 | 8  | 31.4 | .603  | .000 | .839  | 8.4 | 0.7 | 1.2 | 0.9 | 9.6  |
| Stojko Vranković | 1  | 0  | 3.0  | 1.000 |      |       | 0.0 | 1.0 | 0.0 | 0.0 | 2.0  |

## Récompenses
- Rick Fox, NBA All-Rookie Second Team